# Paszyn
Paszyn – wieś w Polsce położona w województwie małopolskim, w powiecie nowosądeckim, w gminie Chełmiec.
Integralne części wsi Paszyn: Biała Droga, Bochenkówka, Damianówka, Dołki, Dział, Górówka, Góry, Granice, Jodłowa Góra, Kuklów, Miczołkówka, Oleksówka, Podedwór, Podgóry, Porębówka, Potoki, Półanki, Przylasek, Rzeki, Śradówka, Wolniki, Zagórze, Zagroda.

## Położenie
Miejscowość położona jest wśród pagórków i gór – Jodłowa Góra i niedaleko Rosochatka. Wieś powstała w wyniku osadnictwa mieszczan sądeckich.
W 1595 roku wieś położona w powiecie sądeckim województwa krakowskiego była własnością miasta Nowego Sącza. W latach 1975–1998 miejscowość administracyjnie należała do województwa nowosądeckiego. 30 czerwca 2004 r. wieś liczyła 2070 mieszkańców.
Wieś leży w zachodniej części Beskidu Niskiego, przy drodze krajowej nr 28.

## Zabytki
Obiekt wpisany do rejestru zabytków nieruchomych województwa małopolskiego.
- Kapliczka pw. św. Rocha.

## Inne zabytki
- Na Jodłówce znajduje się pomnik upamiętniający żołnierzy I konspiracji (1943–1945) i żołnierzy II konspiracji (1945–1947).
- Muzeum Sztuki Ludowej im. ks. Edwarda Nitki, założone przez ks. Stanisława Janasa, działające przy parafii pw. Matki Boskiej Nieustającej Pomocy. Uroczystego poświęcenia i otwarcia muzeum dokonał ówczesny ordynariusz diecezji tarnowskiej bp Józef Życiński 10 września 1994 r. Obecnie w jego zbiorach znajduje się ponad 3000 eksponatów (rzeźb w drewnie i kamieniu, w postaci obrazów malowanych na szkle, wyrobów ze słomy, papieru i innych materiałów). Również budynek kościoła (powstałego w latach 30. XX w.) wypełniony jest wyrobami artystycznymi miejscowych rzeźbiarzy i malarzy[9].

## Oświata
- Szkoła Podstawowa im. Stanisława Wyspiańskiego[10].

- Oddział Gminnej Biblioteki Publicznej w Chełmcu, filia w Paszynie.

## Ochotnicza Straż Pożarna
Jednostka Ochotniczej Straży Pożarnej w Paszynie powstała w 1964 roku, jednostka działa w krajowym systemem ratowniczo-gaśniczym, posiada za to system selektywnego alarmowania. W razie akcji ratowniczo-gaśniczej dyżurny PSP w Nowym Sączu dysponuje jednostkę do działań. Na wyposażeniu jednostki znajduje się samochód Renault range 4x4 i quad.

## Sport
- Od 1997 roku działa piłkarski Ludowy Klub Sportowy Amator Paszyn, występujący w nowosądeckiej klasie A (grupa I).
- Sala sportowa i siłownia na powietrzu oraz plac zabaw obok szkoły.